# Aleksander Stokkebø

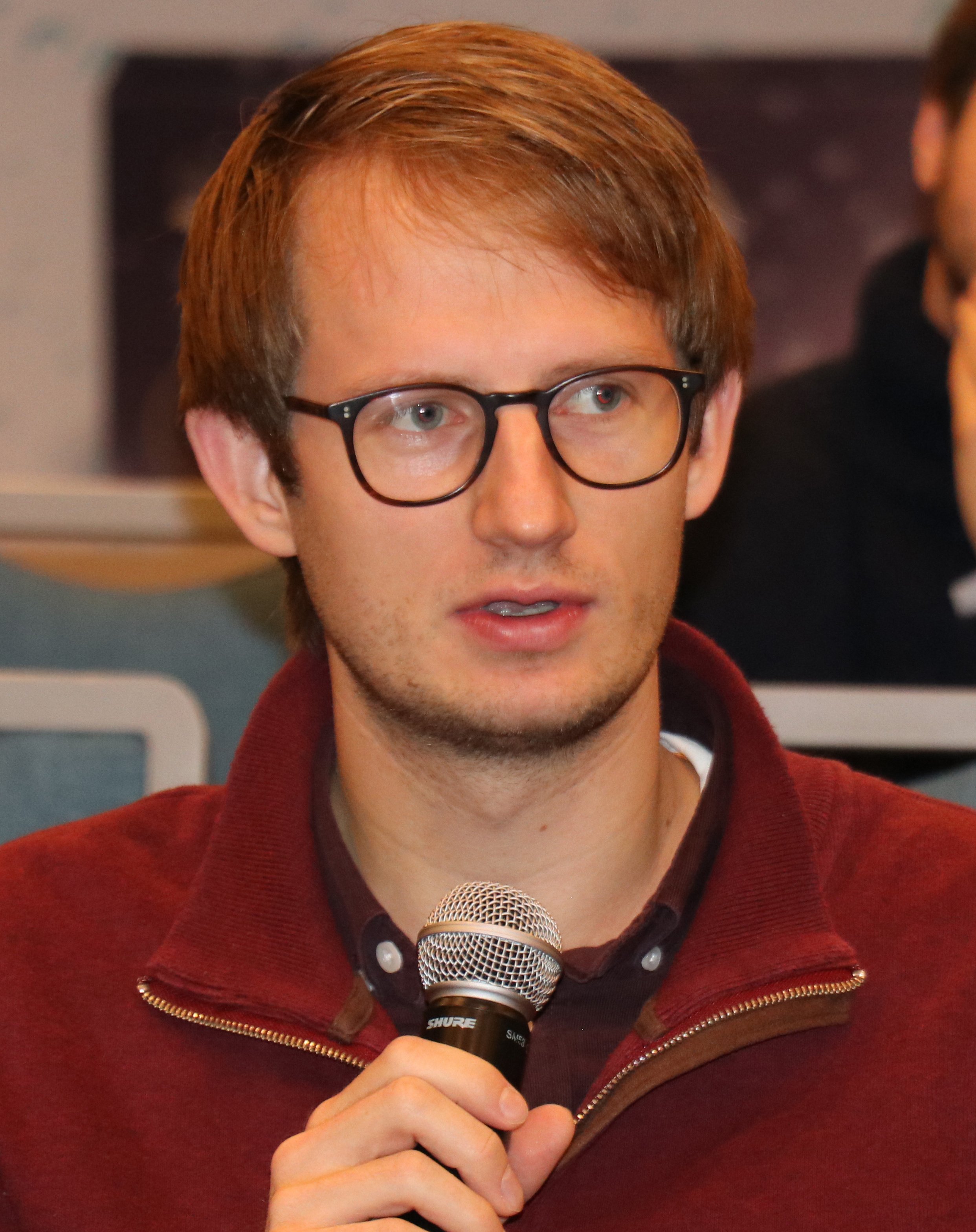
Aleksander Stokkebø, 2023

Aleksander Stokkebø (* 2. November 1994 in Stavanger) ist ein norwegischer Politiker der konservativen Partei Høyre. Seit 2017 ist er Abgeordneter im Storting.

## Leben
Nach dem Abschluss der Schulzeit besuchte Stokkebø von 2013 bis 2015 die Hochschule der norwegischen Streitkräfte. Er engagierte sich auch in dieser Zeit in der proeuropäischen Jugendorganisation Europeisk Ungdom und der Organisation Ungdom mot rasisme (deutsch: Jugend gegen Rassismus). Stokkebø arbeitete im Jahr 2013 als Wahlkampfsekretär der Høyre in Stavanger. Im Jahr 2015 begann er ein Studium der Rechtswissenschaft an der Universität Stavanger und im Jahr 2020 an der Universität Oslo. In den Jahren 2015 bis 2019 war er Mitglied im Stadtrat von Stavanger sowie Abgeordneter im Fylkesting der von Rogaland.
Stokkebø wurde bei der Parlamentswahl 2017 ein Vararepresentant, also Ersatzabgeordneter, im norwegischen Nationalparlament Storting. Als solche vertrat er während der gesamten Legislaturperiode seinen Parteikollegen Bent Høie, der aufgrund seiner Regierungsmitgliedschaft sein Mandat ruhen lassen musste. Stokkebø wurde zunächst Mitglied im Bildungs- und Forschungsausschuss, bevor er im Februar 2018 während der laufenden Legislaturperiode in den Finanzausschuss wechselte. Bei der Wahl 2021 zog er schließlich erstmals direkt in das Parlament ein. Er wurde anschließend Mitglied im Arbeits- und Sozialausschuss.